# St. John Philby
Pour les articles homonymes, voir Philby.
Harry St. John Bridger Philby (né le 3 avril 1885 à Badulla, Ceylan et mort le 30 septembre 1960 à Beyrouth, Liban), également connu sous les noms de Jack Philby ou Sheikh Abdullah (الشيخ عبدالله), fut espion britannique, explorateur, écrivain, et ornithologue. Son fils Kim Philby fut un célèbre agent britannique, agent double pour l'Union soviétique.
Passionné par les oiseaux, il donna son nom à la perdrix de Philby (Alectoris philbyi),.
Comme il le dit dans son autobiographie, il fut le « premier socialiste » à rejoindre l'Indian Army en 1907 à Lahore. Il apprit à parler couramment l'ourdou, le panjâbî, le baloutche et l'arabe. Il épousa sa première femme, Dora, en 1910, avec Bernard Montgomery, son cousin, comme témoin.

## Formation
Fils d'un planteur de thé, il est pensionnaire à la Westminster School, puis étudie les langues orientales au Trinity College de Cambridge où il apprend le persan, l’ourdou et pendjabi et l'arabe. Il fut le camarade de Jawaharlal Nehru, premier Premier ministre de l'Inde en 1947.

## La Révolte arabe

Drapeau de la Révolte Arabe, ca 1917.

Fin 1915, Percy Cox, l'officier chargé des affaires politiques de la petite force expéditionnaire mésopotamienne, recrute Philby comme responsable financier à Bagdad. Leur mission était d'organiser la Révolte arabe contre la tutelle ottomane, et d'assurer la protection des champs pétrolifères de Bassorah, dont la Royal Navy était dépendante. Il apprend l'art du renseignement sous les ordres de Gertrude Bell, qui conseille également le futur Lawrence d'Arabie. La révolte est lancée avec la promesse de créer une fédération panarabe, depuis Alep en Syrie jusqu'au Yémen.
En novembre 1917, Philby est envoyé au cœur de la péninsule arabe en mission auprès de Ibn Saoud. Celui-ci était opposé au Chérif Hussein. Rapidement, Philby est conquis par le personnage et commence à le favoriser secrètement. Il fait la traversée de Riyad à Djeddah, qui lui valut la médaille d'or de la Royal Geographical Society.
Fin 1918, la contradiction entre l'accumulation de promesses faites durant la guerre (accords de Sykes-Picot, Panarabie, déclaration de Balfour, ainsi que la déclaration anglo - française de novembre 1918 sur l'autodétermination des peuples arabes) et la réalité, conduisant à une nouvelle tutelle européenne, le choque. En 1920, il contribue à l'établissement de la constitution parlementaire irakienne. En 1921, il est nommé responsable des services secrets pour la Palestine mandataire, équivalent de la Jordanie, d'Israël et des territoires palestiniens actuels. Il travaille avec Lawrence pendant un certain temps, mais ne partage pas les vues de ce dernier en faveur des Hachémites. Bien plus tard, quand on l'interrogera sur leur rivalité, il répondra: « Nous étions arcades ambo - des sots tous les deux ». Il rencontre Allen Dulles, son équivalent américain. Fin 1922, il se rend à Londres pour rendre compte de la situation locale, et rencontre Winston Churchill, George V, le Prince de Galles, le Baron Rothschild, Wickham Steed, et Chaim Weizmann, chef du mouvement sioniste.
Il se fait l'ardent défenseur d'Ibn Saoud. Il décrit la possibilité d'un royaume unifiant la péninsule arabe et supplantant la dynastie hachémite comme protecteur des lieux saints tout en conservant la voie maritime Suez-Aden-Bombay pour le compte des Britanniques. Ses positions extrêmes le conduisent à démissionner de son poste en 1924; les services britanniques continueront de le payer pendant cinq ans.

## Conseiller d'Ibn Saoud et explorateur
Ibn Saoud continue ses conquêtes et se proclame gardien des lieux saints puis prend le Hedjaz et le Nejd à Hussein. En 1927, Philby devenu l'Éminence grise du futur roi d'Arabie, contribue au Traité de Djeddah, pacte de non-agression entre Ibn Saoud et le Royaume-Uni.
Philby s'installe à Djeddah et s'associe dans une société de commerce. Il se convertit à l'Islam en 1930. En quelques années, il devient célèbre comme écrivain et explorateur. Il trace personnellement, en voiture et à dos de chameau, la frontière entre l'Arabie saoudite et le Yémen, au cœur du Rub al-Khali,. En 1932, alors qu'il est à la recherche de la cité perdue d'Iram, il est le premier Européen à décrire les cratères de Wabar. Philby ne cessera jamais de mener des expéditions dans la péninsule arabique: en 1953, il participe avec Philippe Lippens à l'expédition à Qumran, où ont été retrouvés les manuscrits de la Mer Morte.
En 1931, Philby invite Charles R. Crane, accompagné de George Antonius, pour évaluer le potentiel minier du royaume. En mai 1933, Philby organise un appel d'offres entre plusieurs compagnies pétrolières, et fait en sorte que Standard Oil of California (SOCAL) le remporte, à des conditions intéressantes pour le royaume. Une concession de 60 ans est accordée à SOCAL, elle marque le déclin de l'influence britannique dans cette région au profit des Américains. En 1936, Philby représente le royaume dans la négociation avec SOCAL et Texas Oil, qui devait aboutir à la création d'Aramco.
À la même époque, son fils Kim est recruté par la Guépéou, service soviétique; quand la guerre civile éclate en Espagne, Philby obtient qu'il y soit correspondant de guerre du Times.
Philby plongera dans la géopolitique du pétrole en participant aux négociations en vue d'alimenter l'Allemagne en pétrole saoudien, grâce à Torkild Rieber, président de Texaco en 1936 et admirateur de l'Allemagne.
Il est probable que la relation entre Philby et Ibn Saoud inspira l'écrivain Abdul Rahman Munif pour son livre Variations on Night and Day (arabe: Taqāsīm al-layl wan-nahār تقاسيم الليل والنهار). La relation entre Hamilton (Philby), le sultan Khureybit (Ibn Séoud) et l'émir Fanar (Fayçal d'Arabie) est l'argument central de l'œuvre.

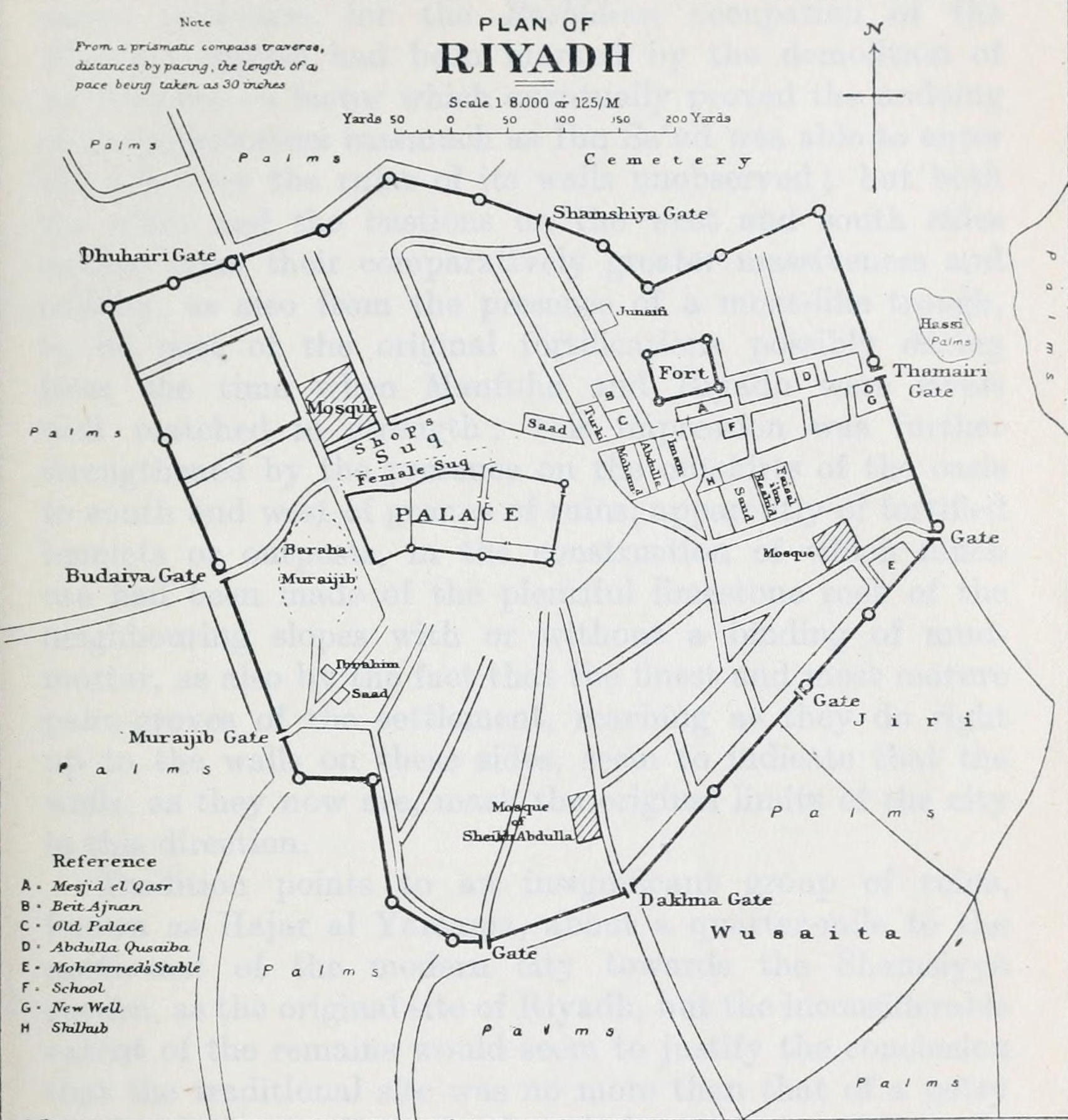
Carte de Riyad établie en 1922 par Philby.

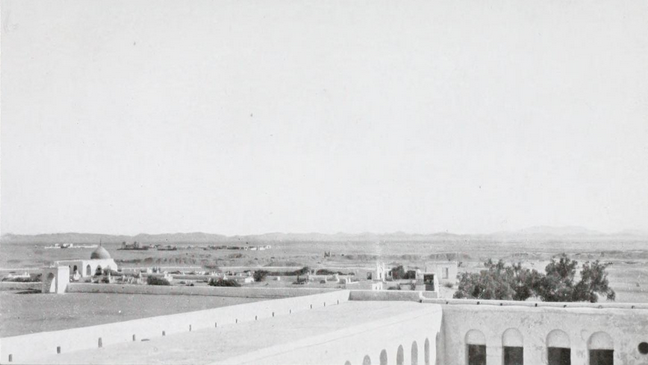
Tombeau d'Ève à Djeddah, photographie tirée du livre de Philby, The Heart of Arabia (1922).

## Le plan Philby
Lors d'une réunion à Londres en 1939 avec Ben Gourion et Weizman, Philby propose d'échanger une substantielle immigration juive en Palestine, contre leur soutien apporté à Fayçal comme roi de Palestine. Plus tard, Philby proposa à Weizman de verser 20 millions de livres à Ibn Saoud en échange de l'implantation de Palestiniens sur le sol saoudien. Quand la proposition fut faite officiellement à Ibn Saoud en 1943, celui-ci refusa avec fureur.
Philby se présente à une élection partielle au Parlement en juillet 1939 au sein du British People's Party (en) (extrême droite) et échoue. Il repart à l'étranger, il est arrêté à Bombay en octobre 1940 et transféré en Angleterre. Grâce à l'intervention d'amis comme John Maynard Keynes, il est libéré au bout de sept mois.
Philby recommande son fils Kim à Valentine Vivian (en), chef du contre-espionnage au MI6, qui le recrute.
À la fin de la guerre, il retourne en Arabie. À l'âge de soixante ans, il achète sa seconde femme, une jeune fille de seize ans, sur le marché aux esclaves de Taif. Il continue de travailler pour l'Aramco, pour qui il est une source essentielle de renseignements sur le royaume. Ses relations avec le roi commencent à devenir difficiles, Philby critiquant la corruption et la décadence provoquées par l'afflux d'argent qu'a entraîné l'exploitation du pétrole.

## La crise de Suez
À la mort du roi Ibn Saoud en 1953, Philby critique ouvertement son successeur le roi Saud, en disant que la moralité de la famille royale venait "des égouts de l'Occident". Il est exilé et s'installe au Liban en 1955.
À Beyrouth, il se réconcilie avec Kim, les deux hommes vivent ensemble. Kim est à nouveau employé par le MI6, avec la mission d'espionner son père. Philby contribue à asseoir la carrière de son fils en le présentant à ses relations au Moyen-Orient, comme le président du Liban Camille Chamoun. Tous deux sympathisent avec les idées de Nasser pendant la crise de Suez en août 1956. Entre les liens de Philby avec Aramco, et l'accès de Kim au MI6, le duo ignore sans doute peu[réf. nécessaire] du plan franco-britannique pour libérer le canal nationalisé par Nasser, l'Opération Mousquetaire.
En 1955, Philby se réconcilie avec la famille royale et retourne vivre à Riyad. En 1960, lors d'une visite à Kim à Beyrouth, allongé sur son lit, il prononce: « Mon Dieu, je m'ennuie », et meurt. Il est enterré au cimetière musulman de Beyrouth.

## Ouvrages
- (en) Philby, Harry. The heart of Arabia; a record of travel & exploration. (London: Constable) 1922. lire en ligne
- (en) Philby, Harry. Arabia of the Wahhabis. (London: Constable) 1928.
- (en) Philby, Harry. Arabia. (London: Ernest Benn) 1930.
- (en) Philby, Harry. The empty quarter: being a description of the great south desert of Arabia known as Rub 'al Khali (London: Constable & Company Ltd) 1933. Lire en ligne
- (en) Philby, Harry. Harun al Rashid (London: P. Davies) 1933.
- (en) Philby, Harry. Routes in south-west Arabia [map]: From surveys made in 1936 (Methuen & Co Ltd) 1936.
- (en) Philby, Harry. Sheba's daughters; being a record of travel in Southern Arabia (London: Methuen & Co Ltd) 1939.
- (en) Philby, Harry. A Pilgrim in Arabia (London: The Golden Cockerel Press), [1943].
- (en) Philby, Harry. The Background of Islam: being a sketch of Arabian history in pre-Islamic times (Alexandria: Whitehead Morris) 1947.
- (en) Philby, Harry. Arabian Days, an autobiography (London: R. Hale) 1948.
- (en) Philby, Harry. Arabian Highlands (Ithaca, N.Y.: Cornell University Press) 1952. lire en ligne
- (en) Philby, Harry. Arabian Jubilee (London: Hale) [1952]
- (en) Philby, Harry. Saudi Arabia (London: Benn) 1955.(ASIN B0017UWV18)
- (en) Philby, Harry. The Land of Midian. (London: Ernest Bean Limited) 1957.
- (en) Philby, Harry. Forty Years in the Wilderness (London: R. Hale) c1957.
- (en) Philby, Harry. Arabian Oil Ventures (Washington: Middle East Institute) 1964
- (fr) Albert Van Den Branden, Harry Saint John Bridger Philby Les Textes thamoudéens de Philby Bibliothèque du Muséon (ASIN B000WQQ010)